# 费尔菲尔德 (爱荷华州)
费尔菲尔德（Fairfield）是美国艾奥瓦州杰斐逊县的城市和县城。美国2010年人口普查时人口为9464人。这是一个中西部城市，周围是充满玉米，大豆，牛和猪的农地，家庭收入中位数为46,138美元（贫困线以下家庭占10％）。该市1839年成为县城，当时拥有110个居民，到1847年增长到650个。费尔菲尔德图书馆成立于1853年，并于1854年举行了第一场博览会。早期的建筑包括由弗兰克·劳埃德·赖特训练的乔治·富兰克林·巴伯和巴里·伯恩（Barry Byrne）的作品。